# Enséñame a querer
Enséñame a querer es una telenovela venezolana exhibida en 1998 por Venevisión. Protagonizada por Lilibeth Morillo y Roberto Vander con Deyalit López.

## Sinopsis
Acompañadas por un viento maluco, Adriana Márquez y su hermana, Emilia, llegan al pueblo de San Juan de Chinchorro buscando su tío, Don Rafael del Santo Sacramento, un hombre viudo, excéntrico y lleno de frases célebres. Casi todos los hombres del pueblo se enamoran de la belleza de Adriana, incluyendo a un joven músico, Domingo, y su mejor amigo, Tránsito. 
Rafael también se enamora de ella, pero es un amor que no puede ser y el lo sabe. Por distanciarse, decide enviar sus sobrinas a la costa, pero Adriana se niega de ir porque ella también se ha enamorado de su tío y no lo quiere dejar. Domingo y Tránsito persisten con Adriana pero Rafael la huye y decide casarse con su amante, Yadira la Ardorosa. 
Sus planes vienen abajo cuando llega el antiguo novio de Yadira, Reencarnación Salgado, en plan de venganza contra Rafael. Pero cuando el matrimonio no se viene a cabo, la muy herida Yadira decide vengarse también de Rafael y ella sí sabe que su debilidad es Adriana.

## Elenco
- Lilibeth Morillo - Adriana Márquez
- Roberto Vander - Rafael del Santo Sacramento
- Gigi Zanchetta - Yadira La Ardorosa
- Deyalit López - Emilia Márquez
- Juan Carlos Vivas - Domingo Vargas
- Asdrúbal Blanco - Franklin
- Félix Loreto - Eustaquio Pinedo
- Flor Núñez - Misía Flor
- Carolina López - Victoria Pinedo
- Isabel Herrera - Mayogiris
- Víctor Hernández - Tránsito
- Jorge Palacios - Manuel Carreno
- Fernando Villate - Santiago El Hermoso
- Herminia Martínez - Sebastiana
- Karl Hoffman - Reencarnación Salgado
- Carlos Villamizar - Anselmo
- Lourdes Valera - Matea Pérez
- Roberto Colmenares -
- Marco A. Casanova -
- Regina Giménes -
- Juan Galeno -
- Luis Pérez Pons - Cirilo
- José Torres - Arsenio
- Yvette Cazanes - Las Ninfas
- Ivette Domínguez -
- Victoria Kawan -
- Andreina Yépez - Laura
- Laura Furia -
- Norexis Díaz -

## Equipo de producción
- Original de - Bernardo Romero Pereiro
- Adaptación - Alberto Barrera
- Argumento Original - José Luis Gárces
- Musica Original - Verónica Faría
- Musicalizador - Luis Román
- Escenografía - Rita Abreu y Carlos Medina
- Jefe de Vestuario - José Luis Meleán
- Dirección de Arte - Evelyn Villégas
- Dirección de Fotografía - Alejandro García
- Producción - Rosa Longobardi , Reinaldo García y Alexis Osuna
- Coordinadora Post-Producción - Yvonne Sánchez
- Editores - Antonio Parada y Omar Sabino
- Asistente de Dirección - Carlos Villegas
- Dirección de Exteriores - Leonardo Galavís  y Carlos Villegas
- Dirección General - Luis Alberto Lamata y Leonardo Galavís
- Producción General - Laura Rodríguez
- Productora Ejecutiva - Alicia Ávila
- Director de Producción - Arnaldo Limansky

## Versiones
- La novela es una versión de Caballo viejo (1988), una producción de Caracol (Colombia), protagonizada por Carlos Muñoz y Silvia de Dios, y la participación especial de María Cecilia Botero, Luis Eduardo Arango  y Consuelo Luzardo.

## Curiosidades
- El actor colombiano Fernando Villate repitió el mismo papel que hizo hace 10 años en la novela original colombiana como el personaje secundario "Santiago el Hermoso" (1988).

- Datos: Q14765343